# Dhaka Tribune
Dhaka Tribune è un quotidiano bengalese in lingua inglese fondato a Dacca nel 2013. 
Il giornale ha un forte seguito di lettori nelle città bengalesi, in particolare tra le giovani generazioni, la comunità diplomatica e gli espatriati, nonché un ampio pubblico in Asia meridionale e a livello internazionale. Il giornale si distingue per i suoi contenuti altamente diversificati, con contributi di importanti editorialisti del Bangladesh, dell'Asia meridionale e internazionali.
Il giornale è il mezzo di informazione in lingua inglese con la crescita più rapida nella storia del Bangladesh e si rivolge alla comunità imprenditoriale del Paese, alla classe media, alle università pubbliche e private e alle scuole di lingua inglese. Numerosi giornalisti premiati hanno collaborato con il giornale.

## Storia
Il primo numero del giornale uscì il 19 aprile 2013.

## Linea editoriale
Il Dhaka Tribune è noto per una politica editoriale relativamente liberale che consente un'ampia gamma di opinioni e promuove la copertura delle relazioni Bangladesh-India, Bangladesh-Stati Uniti, Bangladesh-Cina, diritti delle donne e diritti LGBTQ. È una delle poche pubblicazioni in Bangladesh a consentire articoli che chiedono la depenalizzazione dei diritti LGBTQ. Durante l'invasione russa dell'Ucraina del 2022, il giornale ha intervistato il consigliere ucraino per la politica estera Svitlana Zališčuk. L'ambasciatore russo a Dacca ha successivamente accusato i media bengalesi di essere di parte.